# 本森 (北卡羅萊納州)
本森（英語：Benson）是一個位於美國北卡羅萊納州約翰斯頓縣的城鎮。

## 人口
根據2020年美國人口普查的數據，本森的面積為7.28平方千米，當中陸地面積為7.26平方千米，而水域面積為0.01平方千米。當地共有人口3967人，而人口密度為每平方千米545人。